# Leucophenga candida
Leucophenga candida är en tvåvingeart som beskrevs av Bock 1989. Leucophenga candida ingår i släktet Leucophenga och familjen daggflugor. Inga underarter finns listade i Catalogue of Life.